# Deborah Moody
Deborah Moody, nacida Deborah Dunch (Londres, 1586-Gravesend, circa 1659) es la fundadora de la localidad de Gravesend, en el condado neoyorquino de Brooklyn  (Estados Unidos). Fue la primera terrateniente conocida en el Nuevo Mundo. Como mujer adinerada con título, tenía una influencia inusual en Nueva Holanda, donde era respetada. En la colonia de la bahía de Massachusetts, donde se estableció por primera vez después de dejar Inglaterra debido a la persecución como anabautista, sus contemporáneos la describieron como "una mujer peligrosa" y eligió la excomunión antes que renunciar a sus creencias.

## Biografía
Deborah Dunch nació en Londres en 1586, hija de Walter Dunch de Avebury Manor en Wiltshire y su esposa, también llamada Deborah. Era la hija de James Pilkington, obispo de Durham y su esposa. El padre de Walter era William Dunch, el auditor de la Casa Real de la Moneda.
Deborah se casó con el noble Henry Moody. Por matrimonio, tenía derecho a que la llamaran lady (dama) Moody. Ella enviudó en 1629, después de que su esposo muriera a los 46 años.
Lady Moody abandonó Inglaterra en 1639 debido a la persecución religiosa, ya que había adoptado las creencias anabautistas. A los 54 años se instaló en la localidad de Saugus, en Massachusetts. Se mudó a una gran granja en Swampscott, en las afueras de Salem. Mantuvo correspondencia con otros inconformistas religiosos en el área, atrayendo la atención negativa de su vecino más cercano, el reverendo Hugh Peter. Peter creía en la unidad religiosa en la colonia puritana de Massachusetts. Ya había expulsado a Anne Hutchinson, otra mujer anabautista, dos años antes de la llegada de Moody. En 1643, Moody fue juzgado por supuestamente difundir la disidencia religiosa. El líder puritano John Endecott la describió como una "mujer peligrosa" durante su juicio. La Iglesia le dijo que cambiara sus creencias o sería excomulgada.
Moody eligió la excomunión. Reunió a sus compañeros anabautistas y se dispuso una vez más a encontrar un lugar donde pudieran practicar pacíficamente su religión. En 1643, el director Willem Kieft de la Compañía Neerlandesa de las Indias Occidentales estaba buscando nuevos colonos para agregar a la población en Nuevos Países Bajos. Recientemente había comenzado una guerra con los lenape locales y quería que más colonos defendieran las tierras recién tomadas. Lady Moody tenía dinero y seguidores, y aceptó la oportunidad de crear una nueva comunidad.
Dado que los Países Bajos y sus colonias tenían políticas de relativa tolerancia religiosa, para fomentar el comercio, las creencias anabautistas de Moody's presentaban un problema menor. La Compañía Holandesa de las Indias Occidentales le confió a Moody el extremo suroeste de Long Island. Esto incluye las áreas ahora conocidas como partes de Bensonhurst, Coney Island, Brighton Beach y Sheepshead Bay. Moody nombró a su nueva comunidad Gravesend. Gravesend fue el primer asentamiento del Nuevo Mundo fundado por una mujer. Moody permitió la libertad religiosa total en Gravesend, siempre que estuviera dentro de las leyes de la colonia.
A medida que Gravesend prosperaba, Moody ganó influencia en el gobierno de Nueva Holanda. Ella fue uno de los pocos colonos prominentes invitados a saludar al nuevo director general, Peter Stuyvesant, cuando llegó en 1647. Stuyvesant la llamó para mediar en una disputa fiscal en 1654. En 1655, fue llamada a nombrar magistrados para Gravesend. Moody vivió en Gravesend hasta su muerte en 1659.

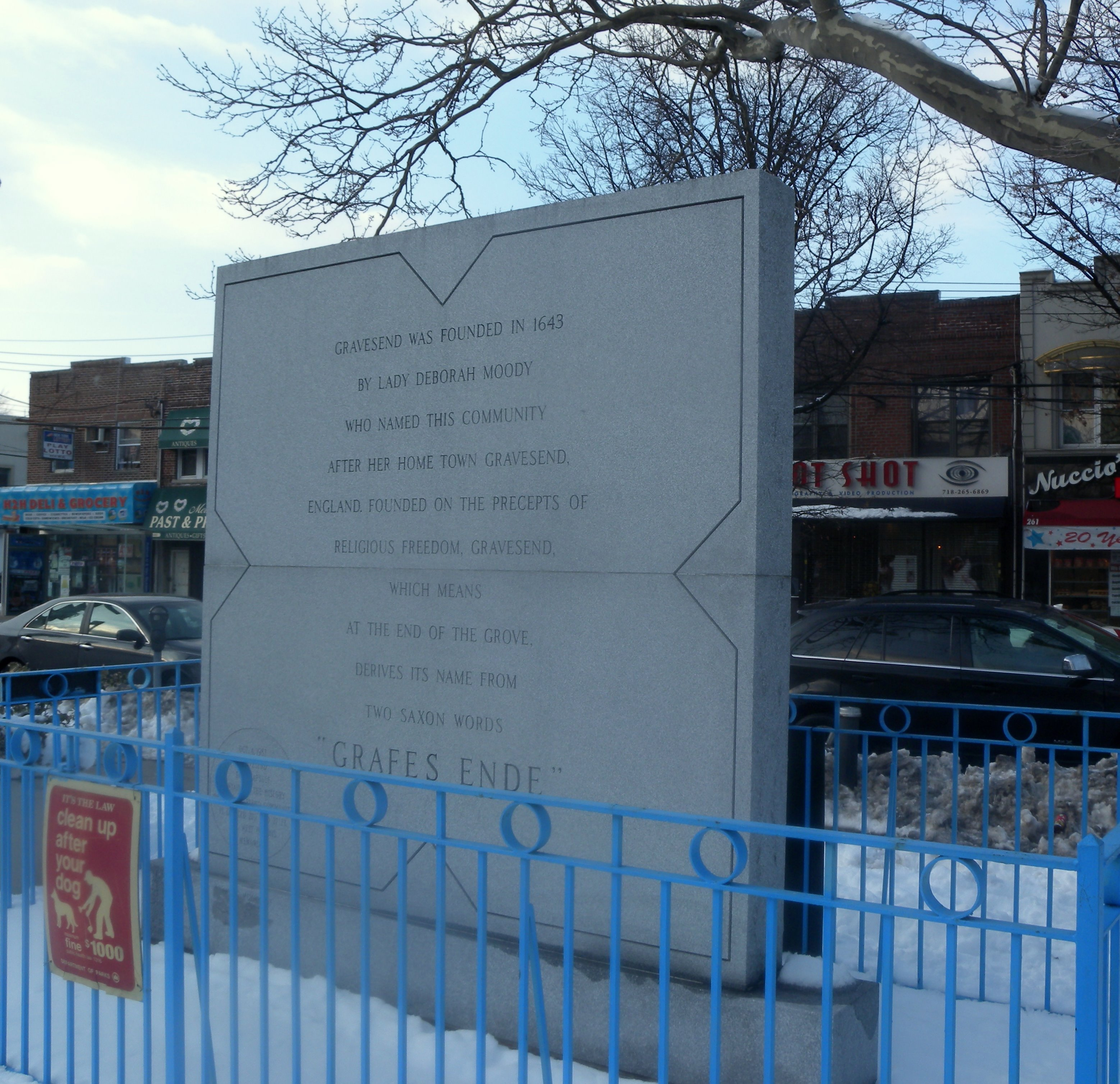
Monumento en Lady Moody Square, Gravesend, Brooklyn

## Reconocimientos
Hoy, Gravesend, como se conoció su nombre, es parte de Brooklyn en Nueva York, con la plaza original de la ciudad aún evidente en el trazado de las calles. Se llama Lady Moody Square en honor a ella.
En el otoño de 2014, Moody fue honrada por fundar la ciudad de Gravesend en "Built by Women New York City", un concurso lanzado por la Beverly Willis Architecture Foundation. Identificó sitios y espacios destacados y diversos diseñados, diseñados y construidos por mujeres. Se le erigió un monumento en Lady Moody Square, nombrado en su honor en Gravesend.